# Záhoří (Tábori járás)
Záhoří település Csehországban, a Tábori járásban. Lakosainak száma 57 fő (2024. január 1.).

## Fekvése
Záhoří Žimutice, Čenkov u Bechyně, Bečice, Hodětín és Březnice településekkel határos.

## Népesség
A település lakosságának változását az alábbi diagram mutatja:
| Lakosok száma | 174  | 194  | 202  | 139  | 77   | 63   | 63   | 63   | 55   | 57   |
|               | 1869 | 1890 | 1921 | 1950 | 1980 | 2001 | 2017 | 2019 | 2022 | 2024 |